# Апенини
Апенини (итал. Appennini) је један од најважнијих планинских ланаца у Европи, који се простире дуж истоменог Апенинског полуострва, у оквиру Италије. Овај ланац се састоји од паралелних мањих ланаца који се протежу око 1.200 km (750 mi) дуж полуострва Италије. На северозападу се спајају са Лигурским Алпима код Алтара. На југозападу завршавају у Ређо ди Калабрија, приморском граду на врху полуострва. Од 2000. године Министарство животне средине Италије, према препорукама пројекта Апенински парк Европе, дефинише систем Апенина тако да укључује планине северне Сицилије, на укупној удаљености од 1.500 km (930 mi). Систем формира лук који обухвата источну страну Лигурског и Тиренског мора.
Ове планине су дале своје име Апенинском полуострву које чини већи део Италије. Углавном су зелене, иако је једна страна највишег врха, Корно Гранде, делимично прекривена глечером Калдероне, јединим глечером на Апенинима. Источне падине које се спуштају до Јадранског мора су стрме, док западне падине чине подножје на коме се налази већина градова на полуострву Италије. Планине се обично називају по провинцији или провинцијама у којима се налазе; на пример Лигурски Апенини су у Лигурији.

## Природне одлике
Рељеф: Апенини су релативно млад планински ланац веначног порекла, дуг приближно 1200 километара, који се протеже дуж полуострвског дела Италије (и у Сан Марину), од севера до југа Апенинског полуострва (који је и добио име према овом планинском ланцу). На северу су Апенини ограничени Падском низијом, на истоку Јадранским, на југу Јонским и на западу Тиренским морем. На крајњем северозападу, код Ђенове, на Апенине се наставља венац Алпа. У појединим деловима полуострва Апенини непосредно дотичу море, док се у другим образују мање или веће приморске равнице (у Лацију, Кампанији, Апулији). Ланац се може поделити на три дела: Северни Апенини, Средишњи Апенини и Јужни Апенини, који се потом деле према именима области и покрајина, кроз које се пружају. Највиши врх ланца је Корно Гранде на планини Гран Сасо (2.912 м).
Клима: Средње високо апенинско подручје (до 1000-1200 метара) се налази у прелазној климатској зони између средоземне и умерено континенталне климе, па има влажне и благе зиме и топла и сушна лета. Виша подручја су под јаким утицајем оштрије, планинске климе.
Воде: Планински ланац Апенина спречава образовање дужих долина и дужих речних токова. Најважније реке у његовом подручју су Тибар и Арно.
Биљни и животињски свет: Посебност Апенина је богатство средоземних врста биља и животиња.

### Реке
Реке Апенина имају кратки ток, две највеће су Тибар (дуг 405 km), који својим јужним током протиче по западним обронцима Умбријских Апенина пре него што стигне до Рима и Тиренског мора. Друга по величини је Арно (249 km), која тече западно од Тосканско-Емилијских Апенина преко Фиренце до Лигурског мора. Велика река је и Волтурно (175 km]]), која извире у Абруцијским Апенинима, поред Алфедене и тече према југоистоку све до сутока са притоком Цалоре, затим скреће на југозапад према ушћа у Тиренско море.
И поред тог што су кратке реке су главни узрок ерозије и данашњег изгледа Апенина. У кречњачким подручјима превладава ерозија краса.

### Језера
Језера која су данас мала и разбацана по читавом масиву била су пуно бројнија за квартара (пре отприлике 2,6 милиона година). Алувијално Тразименско језеро површине 128 km² у Умбријско-Маркиијским Апенинима је данас највеће језеро. Остала језера различитог порекла, раштркана су по читавом масиву. Уз њих постоји и више од 200 акумулацијских језера, формираних за хидроелектране и наводњавање.

### Клима
Клима највиших делова Апенина је континентална (као и по унутрашњости Европе), али је блажа због утицаја медитеранске. зими често снежи, али су лета врућа (просечна јулска температура 24°-35°C). Просечна годишња количина падавина је од 1,000 до 2,000 mm, већа на тиренској него на јадранској страни.

### Флора и фауна
Флора Апенина је медитеранска и варира од географске ширине и надморске висине. На северу превладавају шуме храста, букве, кестена и бора, а на југу божиковине, ловора, тршље, мирте и олеандра. Од усева највише се саде маслине, које успевају до висине 400 метара надморске висине, агруми по Калабрији и Сицилији, и винова лоза по Тоскани, Лазију и Апулији. По равницама Емилије узгаја се шећерна репа, кромпир, поврће и воће. Кукуруз се мање сеје откад се становништво раселило. У планинским подручјима превладавају пашњаци.
Уз типичну медитеранску фауну, има и неколико аутохтоних врста инсеката и медвед марсикано. Уз то има и вукова, дивокоза и дивљих свиња који су опстали у два Национална парка Абруцо, Лацио и Молисе и Национални парк Сила у Калабрији.

## Геолошке карактеристике
Добар део геолошких делова Апенина састоји се од морских седиментних стена које су се таложиле преко јужног руба Тетиског океана, који се простирао између палеоеуропске и палеоафричке литосферне плоче током њиховог раздвајања у мезозоику (пре отприлике 250-65 милиона година). Те стене су углавном шкриљци, пешчењаци и кречњаци, док су магматске стене, као што су ретки офиолити Северних Апенина, остаци старије океанске коре. Најстарије метаморфне стене из касног палеозоика (отприлике пре 300-250 милиона година), са својим континенталним седиментним покривачем, који садржи остаци биљака, реликти су коре древне Годване и има их врло мало. 
Гранитске интрузије и метаморфне стене по Калабрији и Сицилије такође су из палеозоика (херцинска орогенеза), али се претпоставља да су алпског порекла и да су постале део Апенина каснијим тектонским поремећајима.
Орогенеза Апенина развијала се кроз неколико тектонских фаза, углавном за кенозоика (отприлике пре 65 милиона година), а кулминација је била у епохама миоцена и плиоцена (отприлике пре 23 до 2,6 милиона година). Апенини се састоје од масе коју литосферне плоче потискују у три основна правца; према истоку, југоистоку, југозападу. Па се тако Северни и Централни Апенини потискују према Јадранском мору, Јужни Апенини према Јонском мору (Калабијски Апенини) и према Африци (Сикулски Апенини). За време плиоценско-плеистоценских епоха (пре отприлике 5.300.000 до 11.700 година), ингресија и повлачење мора узроковало је формирање великих морских и континенталних седиментних појасева (песак, глина и конгломерати) дуж падина новог масива. У последњих милион година развили су се бројни велики раседи дуж западне стране Апенина, што је можда повезано са стањивањем земљине коре које је почело пре отприлике 10 милиона година и резултирало формирањем новог Тиренског мора.
Већина тих раседа узрокује снажну вулканску активност, па се дуж њих формирао вулкански ланац, од Монте Амијата у Тоскани до Етне на Сицилији. Велик део тих вулкана, међу њима Монте Амијати, Монти Кимини, Коли Албани поред Рима и Понтинска острва су угашени вулкани, али су Везув, Липарска острва и Етна на југу још увек активни. Сеизмичка активност је уобичајена дуж читавог ланца (укључујући Сицилију), па је од 11. века документирано више од 40.000 земљотреса.
Геолошка младост Апенина и велика разноликост типова стена заслужни су за данашњи храпав изглед масива. На северу у Лигурији, има пешчењака, лапорцаа и зеленог шкриљца. У тим крхким стенама често има клизишта. У Тоскани, Емилији, Маркама и Умбрији чести су глина, песак и кречњаци. У Лацију, Кампанији, Апулији, Калабрији, те северној и источној Сицилији, постоје велике избочине кречњачких стена, одвојених од низија шкриљцима и пјешчарима. У Молисеу, Басиликати и Сицилији има пуно аргилитских типова стена, те крајолик има сушан и пуст изглед, уз честу ерозију типа рђаве земље.

## Покрајине и градови
У оквиру подручја Апенина налазе се следеће покрајине: Лигурија, Тоскана, Емилија-Ромања, Марке, Абруцо, Молизе, Лацио, Кампанија, Апулија, Калабрија, Базиликата.
Готово сва важнија градска насеља се налазе на ободу подручја Апенина (нпр. Фиренца, Рим, Напуљ, Бари), али су се поједини већи градови сместили дубоко у планинама, на вишим надморским висинама - Перуђа, Л'Аквила, Кампобасо, Арецо.